# Субиакские анналы
Субиакские анналы (лат. Annales Sublacenses) — небольшие исторические заметки, выполненные в монастыре города Субьако (Италия). Сохранились в рукописи XII в., в которую позднее были внесены дополнения. Охватывают период с 1145 по 1216 гг. Сообщают о событиях истории монастыря Субьако и всей Италии.

## Издания
- Annales Sublacenses // MGH, SS. Bd. XIX. Hannover. 1866, p. 274[2].

## Переводы на русский язык
- Субиакские анналы в переводе И. М. Дьяконова на сайте Восточной литературы